# Kaplica grobowa Burchardów w Piotrkowie Trybunalskim
Kaplica grobowa Burghardów – zabytkowa kaplica grobowa z 1873, położona na Starym Cmentarzu Rzymskokatolickim w Piotrkowie Trybunalskim.
Kaplica znajduje się na przedłużeniu alei głównej cmentarza. Wybudowano ją w 1873 z fundacji Karola Burgharda, piotrkowskiego filantropa i działacza społecznego. W 1875 kaplicę poświęcono, nadając jej wezwanie Podźwignięcia Krzyża Świętego.
Obiekt w stylu neogotyckim wzniesiony jest na planie prostokąta. Na tylnej ścianie budowli umieszczona jest tablica z napisem: „Kaplica św. Adeli z grobem familijnym fundacji Karola Burgharda poświęcona dnia 7 lipca 1875 roku przez Ex. Ks. Kulińskiego, biskupa kieleckiego”. Wewnątrz kaplicy znajduje się rzeźba ukrzyżowanego Chrystusa autorstwa Bolesława Syrewicza.
Kaplica wpisana jest do rejestru zabytków pod numerem A/86 z 10.12.2009. Znajduje się też w gminnej ewidencji zabytków miasta Piotrkowa Trybunalskiego.